# Córrego dos Bagres

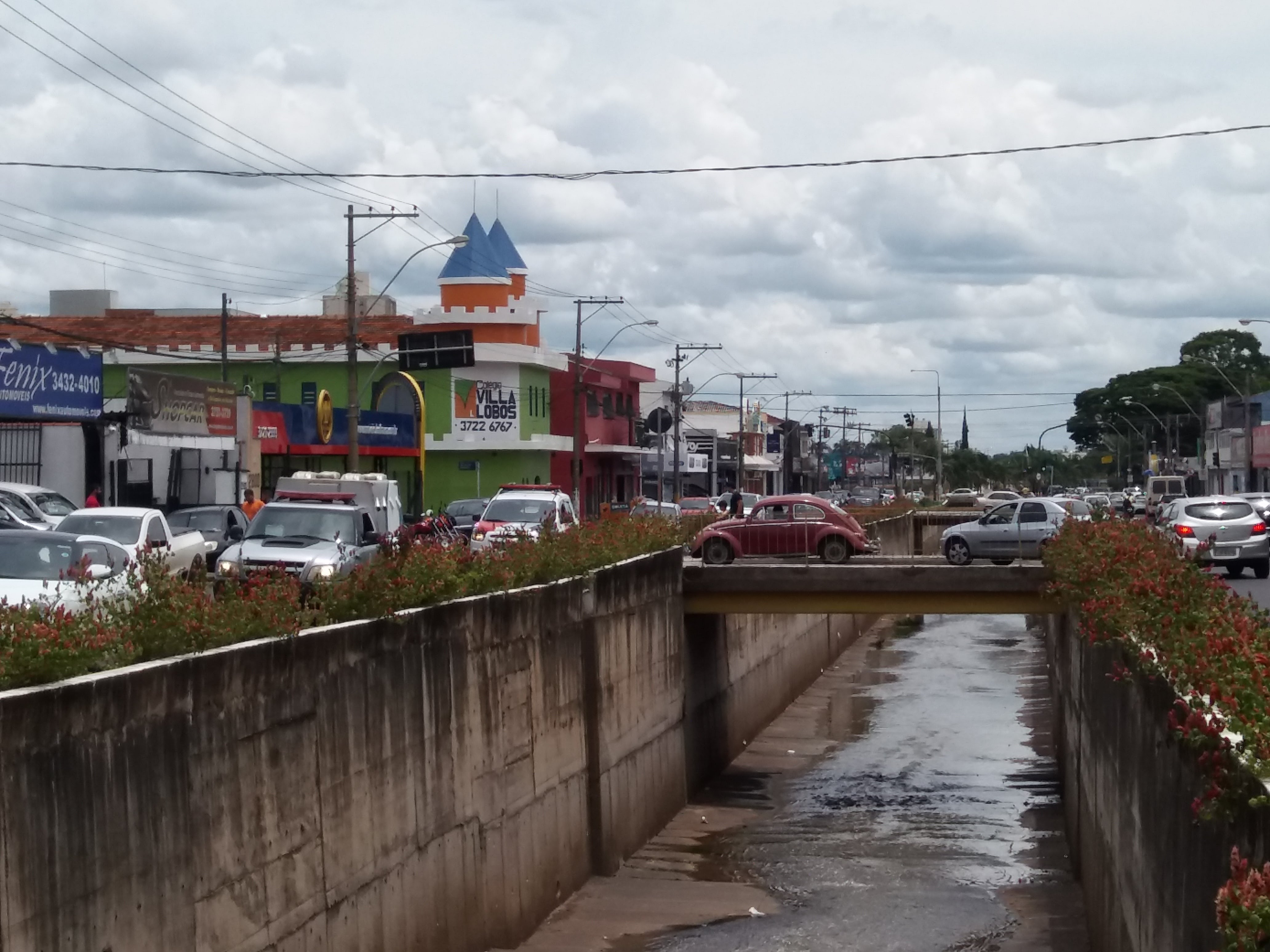
Córrego dos Bagres na altura da Avenida Hélio Palermo em Franca

O Córrego dos Bagres ou Ribeirão dos Bagres é um curso de água do estado de São Paulo.
É o principal curso de água na zona urbana de Franca, nascendo na zona leste da cidade, na região do Jardim Riviera, e desaguando no Rio Sapucaí, já no território do município de Restinga. 
Suas margens já não contam mais com a mata nativa, tendo sido ocupadas pelas avenidas de maior tráfego da cidade. Ao longo de seu percurso, é contaminado pelos despejos das indústrias da região.